# District de Pomacanchi
Au Pérou, le district de Pomacanchi est l’un des sept districts de la province d'Acomayo située dans le département de Cusco.